# ليكس إيميرس
ليكس إيميرس (بالهولندية: Lex Immers)‏ (8 يونيو 1986 هولندا - ) هو لاعب كرة قدم هولندي، يلعب كلاعب وسط.

## وصلات خارجية
ليكس إيميرس على موقع DartsDatabase.co.uk (الإنجليزية)
- ليكس إيميرس على موقع الاتحاد الأوربي (الإنجليزية)
- ليكس إيميرس على موقع قاعدة بيانات كرة القدم.إي يو (الإنجليزية)
- ليكس إيميرس على موقع Soccerbase.com (لاعب) (الإنجليزية)
- ليكس إيميرس على موقع Soccerway.com (الإنجليزية)
- ليكس إيميرس على موقع عالم كرة القدم.نت (الإنجليزية)
- ليكس إيميرس على موقع AS.com (الإسبانية)